# Ministério da Segurança Pública

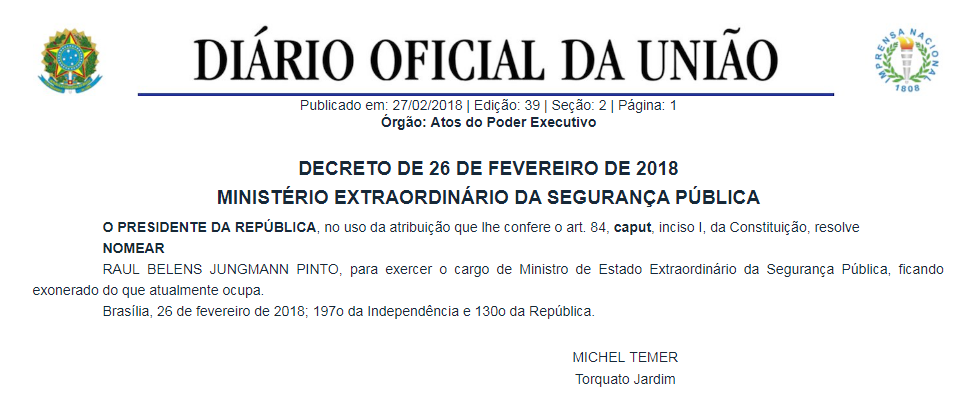
Dekret zur Ernennung von Raul Jungmann

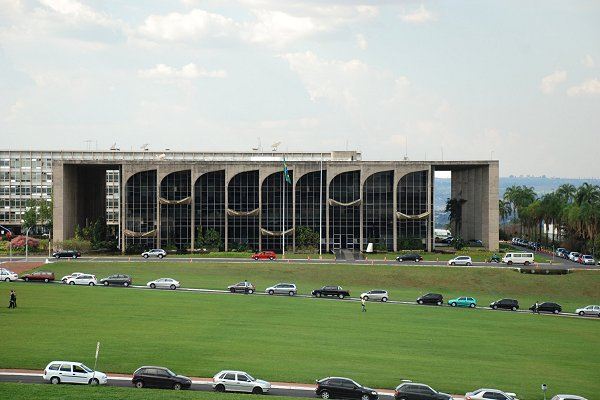
Sitz: Palácio da Justiça, Block T, Esplanada dos Ministérios, Brasília

Das Ministério da Segurança Pública (MSP, Min Seg Pública), deutsch Ministerium für Öffentliche Sicherheit, war ein brasilianisches Ministerium mit bundespolizeilichen Aufgaben der Verbrechensbekämpfung und zur inneren Sicherheit des Landes.
Es wurde am 26. Februar 2018 durch Präsidentenerlass von Michel Temer gegründet und hatte seinen Sitz in der Hauptstadt Brasília im Justizpalast. Als erster und einziger Minister des MSP war am 27. Februar 2018 Raul Jungmann, zuvor Verteidigungsminister im Kabinett Temer, vereidigt worden.
Die Amtsbezeichnung lautete Ministro da Segurança Pública, auf Deutsch übersetzt Minister für Öffentliche Sicherheit. Das Ministerium vereinigte einige Aufgabenbereiche aus den Ressorts des zuvorigen Justizministeriums.
Der Präsident Jair Bolsonaro hob das Ministerium mit Wirkung zum 1. Januar 2019 auf und vereinigte es mit dem Justizministerium zum neuen Ministério da Justiça e Segurança Pública unter dem Minister für Justiz und Öffentliche Sicherheit Sérgio Moro.

## Minister
| Nr. | Name          | Bild | Partei    | Amtsbeginn       | Amtsende       | Präsidentschaft |
| --- | ------------- | ---- | --------- | ---------------- | -------------- | --------------- |
| 1   | Raul Jungmann |      | parteilos | 27. Februar 2018 | 1. Januar 2019 | Michel Temer    |